# سوداگرایی

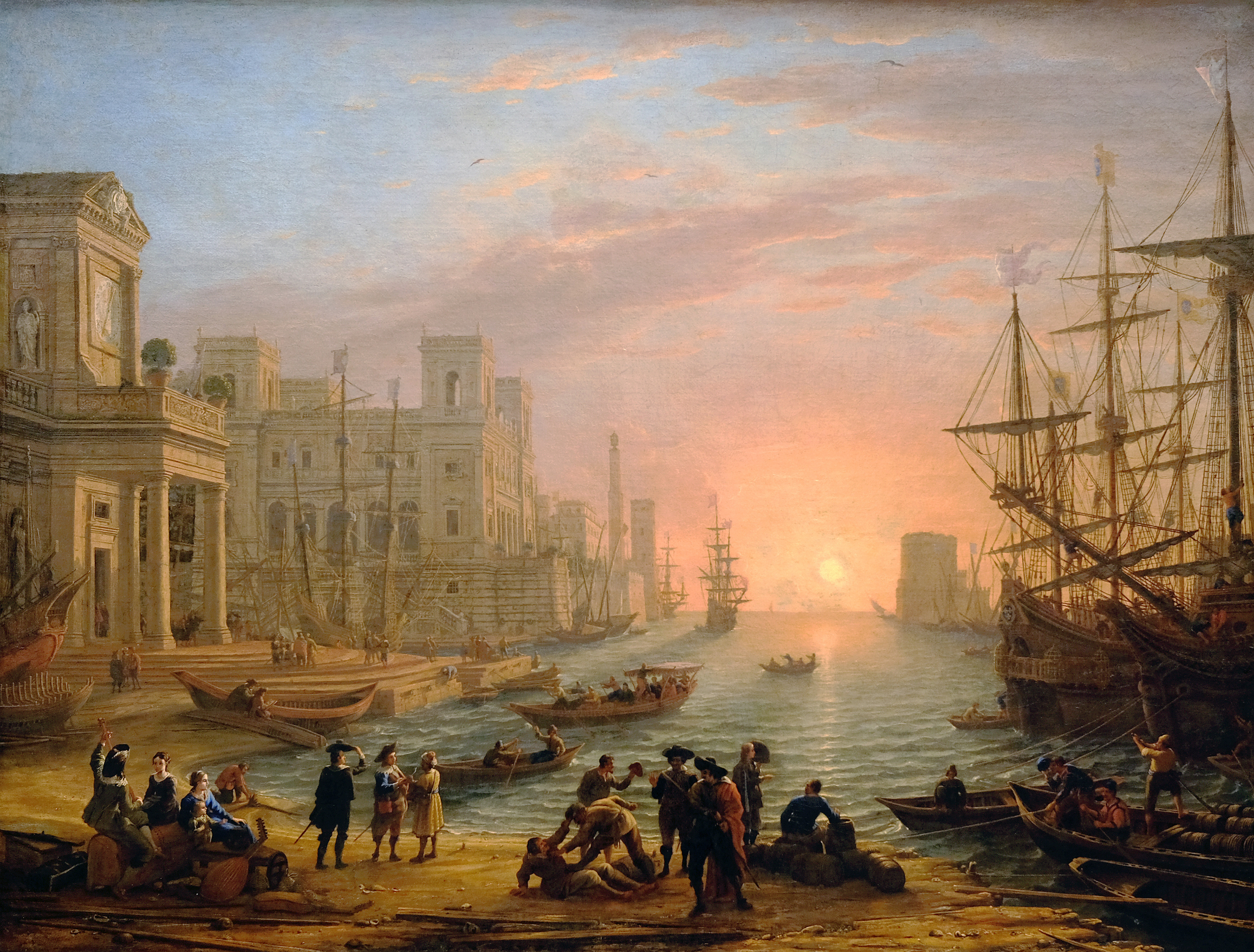
بندرگاه در هنگام طلوع آفتاب، یک بندر دریایی فرانسوی که توسط کلود لورین در سال ۱۶۳۹، در اوج مرکانتیلیسم نقاشی شده‌است.

سوداگرایی یا مرکانتیلیسم (به فرانسوی: Mercantilisme) شیوه‌ای است که برای حداکثر سازی صادرات و حداقل کردن واردات در یک اقتصاد طراحی شده‌است و برای رسیدن به این هدف؛ امپریالیسم، استعمار و همچنین حمایت‌گرایی در تجارت کالا را افزایش می‌دهد. این روش به دنبال دستیابی به مازاد حساب جاری یا کاهش کسری حساب جاری است. مرکانتیلیسم یک خط مشی اقتصادی است که هدف آن ارتقای ذخایر پولی بوسیلهٔ تراز تجاری مثبت به‌ویژه در کالای نهایی است. از نظر تاریخی؛ این گونه روش‌ها غالباً به جنگ و گسترش استعمار منجر می‌شود.
مرکانتیلیسم قوانین دولتی ای را گسترش می‌دهد که برای افزایش قدرت رقابت ملی کشورها به‌وجود آمده‌است. تعرفه‌های بالا، به ویژه در مورد کالاهای تولیدی، تقریباً یک ویژگی جهانی سیاست سوداگرایانه بود.
با تلاش سازمانهای فراملی مانند سازمان تجارت جهانی برای کاهش تعرفه‌ها در سطح جهان، موانع غیر تعرفه ای در تجارت اهمیت بیشتری در نئومرکانتیلیسم به دست آورده‌اند.
مرکانتیلیسم از قرن شانزدهم تا نیمه قرن هجدهم رواج داشت و بیشترین سهم را در ایجاد خصلت تهاجمی خصومت و رقابت و استعمار در نظام اقتصادی سرمایه‌داری داشت. نظریات مکتب مرکانتیلیست اگر چه متناسب با رونق تجارت و اهمیت روزافزون مبادلات بین‌المللی شکل گرفته‌است اما به نوبه خود در تکامل نظام اقتصادی سرمایه‌داری تجاری و حتی ایجاد زمینه برای پیدایش نظام اقتصادی سرمایه‌داری صنعتی نقشی در خور توجه داشت.
در زمان مرکانتیلیسم یعنی مدت زمان بین قرون ۱۶ تا ۱۸، استدلال می‌شد که موقعیت حد مطلوب برای یک کشور در ارتباط با تجارت خارجی وقتی حاصل است که آن کشور بتواند صادرات خود را افزایش و واردات را کاهش دهد. مرکانتیلیست‌ها طرفدار وضع قوانین در جهت برقراری عوارض گمرکی و موانع تجاری بوده و اعتقاد داشتند که از این طریق می‌توان وضعیت یک کشور را در سطح بین‌الملل بهبود بخشید.
سیاست‌های اقتصادی سوداگران در اواخر قرن ۱۸ مورد نقد قرار گرفت. دیوید هیوم عقیده داشت که مرکانتیلیسم ممکن است در کوتاه مدت وضعیت تجاری را بهبود بخشد ولی این امر در دراز مدت به زیان کشور خاتمه می‌یابد.
آدام اسمیت در سال ۱۷۷۶ اقدام به انتشار کتاب مشهور خود تحت عنوان ثروت ملل کرد و در این کتاب شدیداً به نقطه نظرات مرکانتیلیست‌ها در مورد تجارت بین‌الملل ایراداتی را وارد کرد و اعتقاد داشت که کلیه کشورها می‌توانند از برقراری تجارت بین‌الملل هم‌زمان منتفع شوند، به نظر آدام اسمیت تحقق تقسیم کار در سطح بین‌الملل باعث تخصص کامل کشورها در تولید کالاهای مختلف شده و منجر به افزایش بازدهی و سطح تولیدات در کل دنیا خواهد شد. اسمیت معتقد است که از بین بردن موانع تجاری و برقراری تجارت آزاد به نفع کلیهٔ کشورها خواهد بود.

## تعریف
این مکتب مجموعه نظریاتی منسجم ندارد و بیشتر ارائه دهنده نوعی اقتصاد سیاسی است و بیشتر به تعیین جهت سیاست اقتصادی می‌پردازد. هدف‌های سیاست‌های اقتصادی این مکتب در رسیدن کشور به ثروت و شهرت خلاصه می‌شود، و چون تنها عامل ایجاد ثروت را تجارت می‌داند بیشترین مقرارت را در همین زمینه وضع می‌نماید. تمام این مقررات در جهت ایجاد تراز تجاری مثبت است که خود موجب مثبت شدن تراز پرداختها می‌شود. مثبت شدن تراز تجاری کشور از دید مرکانتیلیست‌ها از طریق جاری شدن طلا از کشورهای دیگر به کشور خودی است که همزمان موجبات تضعیف کشوری که طلا از آن خارج کشته و قدرت یافتن کشوری که طلا به ان وارد گشته می‌شود. بر همین اساس مرکانتلیست‌ها بر ممنوعیت‌هایشان بر سه زمینه متمرکز بود:
1. ممنوعیت ورود کالاها به صورت آماده و ساخته شده که باعث بیکاری در کشور می‌شد.
2. ممنوعیت صدور مواد خام از کشور که باعث تضعیف صنعت به علت نبود مواد اولیه در داخل کشور می‌شد.
3. ممنوعیت مهاجرت نیروهای متخصص به خارج از کشور.

همچنین پیشنهادهای ایشان نیز طبعاً بر سه مورد متمرکز بود:
1. صدور کالاهای ساخته شده و آماده مصرف به خارج که موجب اشتغال زایی در داخل کشور می‌شد.
2. واردات مواد خام اولیه برای در اختیار بنگاه‌های تولیدی قرار دادن و در نهایت افزایش تولید.
3. جذب نیروهای متخصص خارجی به کشور که همزمان با پیشرفت تولید داخلی به پسرفت کشور مهاجر فرست منجر می‌شد.

اغلب کشورهای اروپایی که دارای نظام سرمایه‌داری تجاری بودند برای کسب قدرت و برخورداری از تراز تجاری مثبت اقدام به اعمال سیاست‌های سوداگرایانه نمودند و بزودی تضاد منافع و درگیری میان آن‌ها شدت یافت. جنگ‌هایی که بین کشورهای اروپایی مانند جنگ‌های هلند و انگلستان یا انگلستان و فرانسه و همچنین مابین پرتغال و اسپانیا به وقوع پیوست ناشی از همین تضاد منافع حاصل از تفکر سوداگرایانه بود. پیشتازان این مکتب در فرانسه کلبر و ژان بدن، و در انگلستان الیزابت اول و کرامول، در هلند دلاکورت، در آلمان فریدریش دوم و ماریا ترزیا بودند. بعدها بتدریج این اهداف از طریق استعمار کشورهای آسیایی و آفریقایی تأمین شد که از آن جمله می‌توان به مستعمرات انگلیس و هلند و اسپانیا و ایتالیا و فرانسه و آلمان درآفریقا و آسیا مانند هند و آفریقای جنوبی اشاره نمود. به این شکل کشورهای سرمایه‌داری توانستند همزمان با تأمین مواد خام اولیه به قیمت ناچیز و استفاده از نیروی کار ارزان قیمت مستعمرات خویش، بازارهای فروش وسیع برای کالاهای ساخته شده خود را در این کشورها پیدا کنند و بدین شکل اقتصاد خود را رونق ببخشند.
در اروپا، اعتقاد آکادمیک به مرکانتیلیسم در اواخر قرن هجدهم پس از تسلط بریتانیا بر مغول بنگال، کمرنگ شد.یک کشور بزرگ تجاری و تأسیس هند انگلیس از طریق فعالیت‌های کمپانی هند شرقی بریتانیا

## تئوری

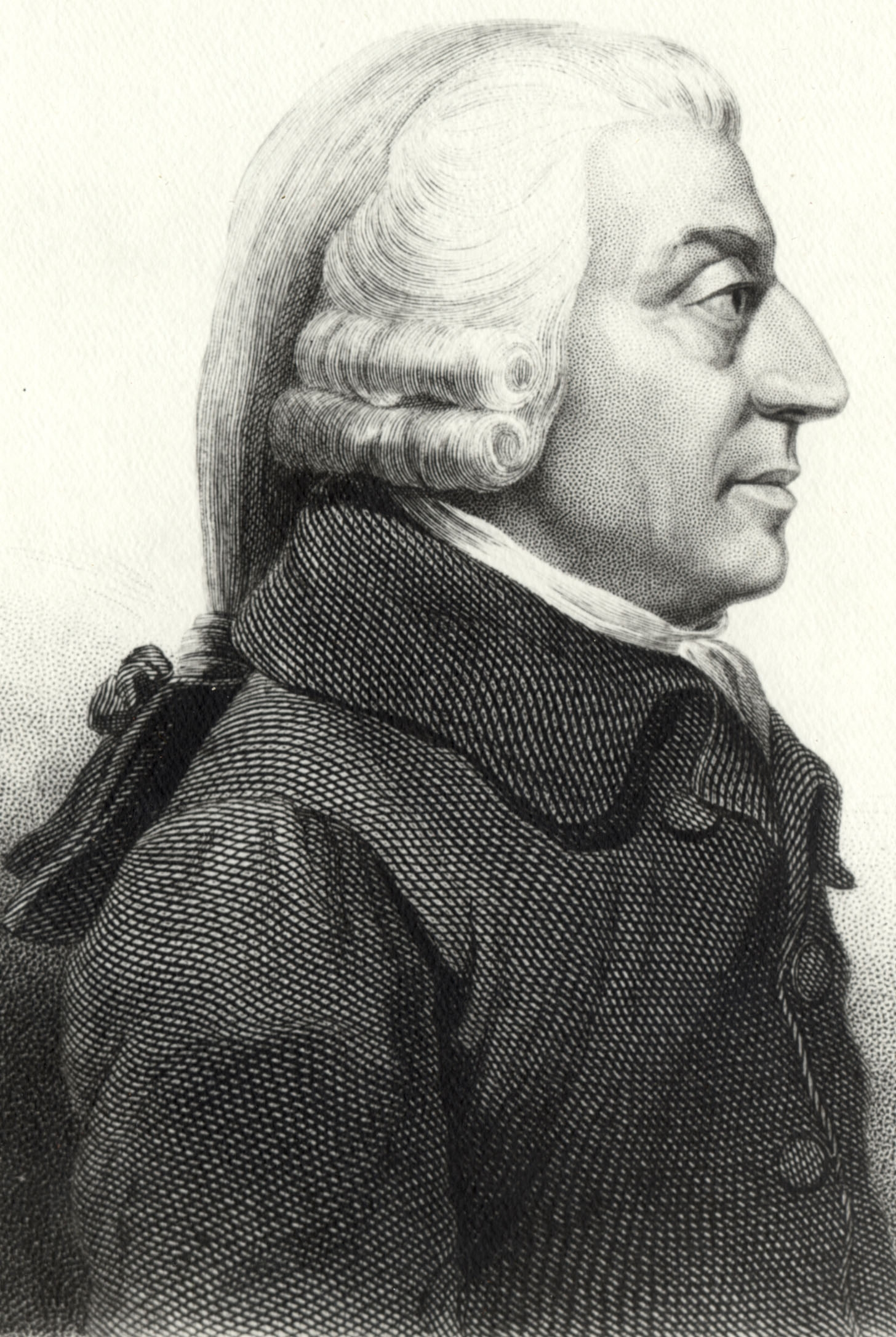
آدام اسمیت در سال ۱۷۷۶ اقدام به انتشار کتاب مشهور خود تحت عنوان ثروت ملل کرد

اکثر اقتصاددانان اروپایی که بین سالهای ۱۵۰۰ تا ۱۷۵۰ نوشتند، امروزه مرکانتیلیست شناخته می‌شوند. این اصطلاح در ابتدا فقط توسط منتقدانی مانند میرابو و اسمیت مورد استفاده قرار گرفت، اما مورخان به سرعت با آن خو گرفتند. در اصل اصطلاح استاندارد انگلیسی «سیستم مرکانتیل» بود. کلمه مرکانتیلیسم؛ در اوایل قرن نوزدهم از آلمانی وارد انگلیسی شد.
بخش عمده ای از آنچه معمولاً «ادبیات مرکانتیلیستی» خوانده می‌شود، در دهه ۱۶۲۰ در بریتانیای کبیر ظاهر شد. اسمیت تاجر انگلیسی توماس مون(۱۶۴۱–۱۵۷۱) را به عنوان خالق اصلی سیستم بازرگانی می‌دید، خصوصاً در گنجینه تجارت خارجی (۱۶۶۴) که پس از مرگش منتشر شد، که اسمیت آن را کهن الگوی یا مانیفست جنبش می‌دانست. شاید آخرین اثر مهم مرکانتیلیستی کتاب اصول اقتصاد سیاسی جان استوارت میل باشد که در سال ۱۷۶۷ منتشر شد.
ادبیات سوداگری از انگلیس فراتر رفت. ایتالیا و فرانسه نویسندگان برجسته‌ای با مضامین سوداگری تولید کردند. از جمله جیووانی بوترو ایتالیایی (۱۶۱۷–۱۵۴۴) و آنتونیو سرا (۱۵۸۰–؟) و در فرانسه، ژان بودن و ژان باتیست کولبر. این مضامین همچنین در کار نویسندگان مکتب تاریخی آلمان، و همچنین پیروان سیستم تجارت آزاد آمریکا و انگلیس وجود داشت؛ لذا این سیستم در قرن نوزدهم گسترش یافت. با این حال، بسیاری از نویسندگان انگلیسی، از جمله مون و میسلدون، بازرگان بودند، در حالی که بسیاری از نویسندگان کشورهای دیگر مقامات دولتی داشتند. فراتر از سوداگری به عنوان راهی برای درک ثروت و قدرت ملت‌ها، مون و میسلدون به دلیل دیدگاه‌هایشان در مورد طیف گسترده‌ای از مسائل اقتصادی مورد توجه قرار می‌گیرند.

## سیاست‌ها

### انگلستان
در انگلستان، سوداگری در دوران دولت پارلمان طولانی (۶۰–۱۶۰۴) به اوج خود رسید. سیاست‌های سوداگری نیز در بیشتر دوره تودور و دودمان استوارت مورد پذیرش قرار گرفت، رابرت والپول یکی از طرفداران اصلی آن بود. در انگلیس، کنترل دولت بر اقتصاد داخلی بسیار کمتر از اروپای قاره‌ای بود و توسط کامن‌لا و قدرت افزایش یابنده پارلمان محدود شده بود.